# Wielersport op de Olympische Zomerspelen 1900

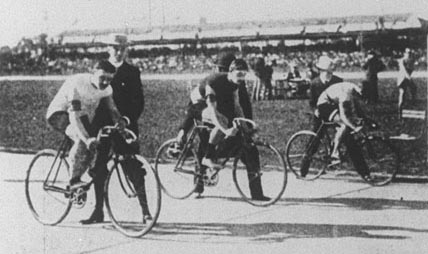
Finish van de sprint op de Olympische Zomerspelen 1900

De wielersport is een van de sporten die beoefend werden tijdens de Olympische Zomerspelen 1900 in Parijs.

## Heren

### baan

#### sprint, 2000 m
| rang   | sporter(s)         | land | tijd          |
| ------ | ------------------ | ---- | ------------- |
| Goud   | Albert Taillandier | FRA  | 2:52.0 (13.0) |
| Zilver | Fernand Sanz       | FRA  |               |
| Brons  | John Henri Lake    | USA  |               |

#### puntenkoers, 5000 m
| rang   | sporter(s)        | land | punten |
| ------ | ----------------- | ---- | ------ |
| Goud   | Enrico Brusoni    | ITA  | 21 pt  |
| Zilver | Karl Duill        | GER  | 9 pt   |
| Brons  | Louis Trousselier | FRA  | 9 pt   |

#### 25 km
| rang   | sporter(s)        | land | tijd    |
| ------ | ----------------- | ---- | ------- |
| Goud   | Louis Bastien     | FRA  | 25:36.2 |
| Zilver | Louis Hildebrand  | FRA  | 28:09.4 |
| Brons  | Auguste Daumain   | FRA  | 29:36.2 |
| 4      | Bertrand          | FRA  |         |
| 5-6    | Gingembre         | FRA  |         |
| 5-6    | Louis Trousselier | FRA  |         |
| 7      | John Henri Lake   | USA  | DNF     |

## Medaillespiegel
| rang   | land             | goud | zilver | brons | totaal |
| ------ | ---------------- | ---- | ------ | ----- | ------ |
| 1      | Frankrijk        | 2    | 2      | 2     | 6      |
| 2      | ITA              | 1    | 0      | 0     | 1      |
| 3      | GER              | 0    | 1      | 0     | 1      |
| 4      | Verenigde Staten | 0    | 0      | 1     | 1      |
| totaal | totaal           | 3    | 3      | 3     | 9      |